# Neofinetia xichangensis
Neofinetia xichangensis är en orkidéart som beskrevs av Zhong Jian Liu och Sing Chi Chen. Neofinetia xichangensis ingår i släktet Neofinetia och familjen orkidéer. Inga underarter finns listade i Catalogue of Life.